# Johan Bertilsson
Karl Johan Walter Bertilsson (Hova, 15 febbraio 1988) è un calciatore svedese, centrocampista dell'IF Karlstad Fotboll.

## Carriera

### Club
Nei suoi primi anni di carriera ha svolto un provino per il Cardiff City, scegliendo però lui stesso di rimanere in Svezia.
Nel 2007 approda al Degerfors, rimanendovi anche dopo la retrocessione in terza serie al termine del campionato 2008, subito seguita da un ritorno in Superettan l'anno successivo.
A metà della stagione 2010 Bertilsson debutta in Allsvenskan grazie al contratto quadriennale firmato con il Kalmar. Durante questo periodo parte spesso dalla panchina e soprattutto non viene neppure impiegato a partita in corso, così torna in seconda serie per acquisire minutaggio ed esperienza allo Jönköpings Södra. Va in prestito anche nella stagione successiva, ma questa volta la squadra è quel Degerfors in cui si era già messo in mostra in passato: qui mostra doti realizzative chiudendo la stagione con 16 reti in 28 partite, e laureandosi vice-capocannoniere della Superettan 2013.
Dopo un nuovo prestito, il primo all'estero con il passaggio temporaneo ai polacchi dello Zagłębie Lubin, nell'agosto 2014 è tornato in Svezia con l'ingaggio a titolo definitivo da parte del Gefle, con un accordo valido fino a fine 2016. Il 20 maggio 2015, al 4' minuto di gioco di Gefle-GIF Sundsvall, segna la prima rete ufficiale della storia del Gavlevallen, stadio inaugurato proprio in quell'occasione. Gli 8 gol e i 9 assist messi a segno nel corso dell'Allsvenskan 2016 non sono stati sufficienti per evitare la retrocessione del Gefle in Superettan.
Bertilsson ha comunque continuato a giocare in Allsvenskan, avendo sottoscritto un triennale con l'Östersund valido a partire dalla stagione 2017. Ha avuto un campionato piuttosto produttivo dal punto di vista offensivo, con 7 reti in 19 partite (di cui solo 8 da titolare).
Prima dell'inizio dell'Allsvenskan 2018 Bertilsson, 30enne, è stato ceduto alla matricola Dalkurd, squadra neopromossa in Allsvenskan. Nonostante fosse uno degli acquisti stagionali più prestigiosi del Dalkurd, Bertilsson è stato messo sul mercato a campionato in corso a causa dello scarso utilizzo in campo (solo 3 partite da titolare e 2 da subentrante nelle prime 16 giornate), ma anche per motivi economici. La squadra nel frattempo stazionava in zona retrocessione.
Il 10 agosto 2018 è stato ufficialmente acquistato dall'Örebro – altra squadra partecipante all'Allsvenskan 2018 – con cui ha sottoscritto un contratto fino al 2021. La sua esperienza in bianconero è durata un anno e mezzo, fino al termine dell'Allsvenskan 2019.
Nel gennaio del 2020, infatti, Bertilsson ha fatto il suo secondo ritorno al Degerfors, nel campionato di Superettan. Allo stesso tempo ha compiuto il percorso inverso Erik Björndahl, capocannoniere della Superettan 2019, passato dal Degerfors all'Örebro. Il suo campionato da 19 reti in 29 presenze ha permesso a Bertilsson di diventare il vice capocannoniere della Superettan 2020, ma soprattutto di contribuire significativamente alla promozione del Degerfors in Allsvenskan, categoria in cui la squadra mancava dal 1997. Nell'Allsvenskan 2021 ha contribuito al raggiungimento della salvezza con 8 reti in 30 partite, mentre l'anno seguente (terminato anch'esso con la salvezza del club) il suo apporto è stato di 1 gol in 28 partite, di cui solo 10 da titolare.
In vista della stagione 2023 è sceso nella terza serie nazionale con l'ingaggio da parte dell'IF Karlstad Fotboll del direttore sportivo Sven-Göran Eriksson.

### Nazionale
Ha giocato nelle nazionali giovanili svedesi Under-17 ed Under-19.

## Palmarès

### Club

#### Competizioni nazionali
- Superettan: 1

Degerfors: 2024